# Podarcis peloponnesiacus
Podarcis peloponnesiacus е вид влечуго от семейство Гущерови (Lacertidae).

## Разпространение
Видът е разпространен в Гърция.